# Jöns Bengtsson Oxenstierna
Pour les articles homonymes, voir Bengtsson.
Jöns Bengtsson Oxenstierna (né en 1417 mort le 15 décembre 1467), archevêque d’Uppsala (1448-1467) et administrateur du royaume ou régent de Suède (suédois : Riksföreståndare) en 1457 avec Erik Axelsson Tott puis seul de 1465 à 1466.  

## Biographie
Jöns est le fils de Bengt Jönsson  Oxienstierna (mort en 1450) et de Kristin Vasa. Son père appartenait à la haute noblesse suédoise favorable à l’union de Kalmar avait été élu régent du Royaume après la mort de Christophe III de Danemark.
Jöns Bengtsson qui était archiprêtre du chapitre d’Upsala est élu comme successeur de Nils Ragvaldsson et consacré archevêque d’Upsala le 30 juin 1448. Il s’oppose à Karl Bonde le roi de  élu la même année par les « États du royaume de Suède ». Charles VIII de Suède doit s’enfuir à Dantzig en 1457 et sur l’incitation de l’archevêque le Conseil du Royaume fait appel à Christian Ier de Danemark pour occuper le trône et rétablir provisoirement l'Union. 
En 1463 Jöns Bengtsson entre en conflit avec le roi danois et il est emprisonné. L'insurrection est menée en 1464 par le jeune évêque Kettil Karlsson Vasa de Linköping, autre prélat guerrier. Après le rétablissement de Charles VIII de Suède entre 1464 et 1465, Jöns Bengtsson  le fait une seconde fois écarter du trône et reprend la régence. Il est toutefois écarté lui-même du pouvoir par Erik Axelsson Tott le frère du gendre de Karl Bonde dès 1466. Jöns Bengtsson meurt le 15 décembre de l’année suivante.